# Euridiké (opera)

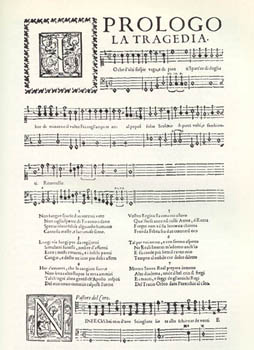
Jacopo Peri: Euridiké első kiadásának kezdőlapja.

Az Euridiké Jacopo Peri zenés drámája a legrégebbi opera, aminek a zenéje az utókorra maradt. 1600. október 6-án Firenzében mutatták be a Palazzo Pittiben, meglehetősen szerény körülmények között.

## Az opera története
Az Euridiké ősbemutatójára egy kis teremben került sor, a toscanai nagyherceg unokaöccsének lakosztályában. Az előadás költségeit Jacopo Corsi fedezte (aki akkoriban Firenze egyik legelismertebb zeneszerzője, valamint az 1590-es években Peri szerzőtársa volt), akinek ez volt a hozzájárulása a IV. Henrik francia király és Medici Mária házassága alkalmából rendezett ünnepségekhez (Medici Mária a toscanai herceg unokahúga volt). A színpadra állítás igen egyszerű volt. A zenekart Emilio de Cavalieri irányította, és az a beszámolók szerint mindössze egy csembalóból, egy lantból, egy chittaronéből és egy lírai grande-ból állt. Még az Euridiké bemutatásának a napján került sor Caccini Cefalo című művének a premierjére is.
A Cefalo, bár jóval konvencionálisabb mű volt, mint Peri operája, sokkal nagyobb sikert aratott annál. Ebben minden bizonnyal nagy szerepet játszott, hogy ezt a darabot összesen száz zenész és énekes szólaltatta meg, látványos díszletek és hatalmas színpadi gépezet segítségével. A Cefalót azonban ennek ellenére hamar elfelejtették, míg az Euridikét az ősbemutató után is többször előadták, annak ellenére, hogy sok mecénás tetszését nem nyerte meg a maga korában nagyon újszerűnek ható alkotás. Az Euridiké ugyanakkor sok zenészt meggyőzött arról, hogy az új stílusnak – a monódiának (egyszólamúságnak) – van jövője. A zeneszerzők Firenze, majd egész Itália szerte rövid időn belül Peri stílusát kezdték utánozni, és ezzel kezdetét vette az opera történetének első fejezete.

## Szereplők
| Szerep     | Hangfekvés |
| ---------- | ---------- |
| A Tragédia | szoprán    |
| Euridiké   | szoprán    |
| Orpheusz   | tenor      |
| Aminta     | tenor      |
| Arcetro    | kontraalt  |
| Tirsi      | tenor      |
| Kharón     | basszus    |
| Dafné      | szoprán    |
| Plútó      | basszus    |
| Proserpina | szoprán    |
| Radamanto  | tenor      |
| Vénusz     | szoprán    |

- Kórus: pásztorok, nimfák, holt lelkek.

## Az opera cselekménye
Orpheusz és Eruridiké a lakodalmukat ünnepli. A vőlegény, miután egyedül marad, dalában megköszöni boldogságát Vénusznak, majd nem sokkal később hírt kap, hogy szerelmesét virágszedés közben egy kígyó marta halálra. A kétségbeesett dalnok végezni akar magával, de Vénusz közbeavatkozik, és megígéri, hogy elvezeti Orpheuszt az alvilág bejáratához. Amikor ezt Plútó megtudja, nem akarja megengedni neki, hogy élőként alászálljon az alvilágba. De feleségének, Prosperinának is megesik a szíve a szerelmes férfin, és vele együtt könyörög férjének, hogy teljesítse a kérést. Kharón, az alvilág révésze is a dalnok pártját fogja. Végül Plútó szíve is megenyhül, és megnyitja az utat a dalnok előtt. Orpheusz leszáll az alvilágba, megkeresi a holt lelkek között feleségét, majd boldogan vezeti vissza hitvesét az élők világába, ahol befejezik a félbe maradt esküvői ünnepséget.

## Az opera szövegkönyve és zenéje
Az opera szövegkönyvét Ottavio Rinuccini írta, és még nem a mai értelemben vett operalibrettót alkotott, hanem egy felvonások nélküli eklogát írt, majdnem teljes egészében szabadon váltakozó hét és tizenegy szótagos verssorokban. Rinuccini csak hellyel-közzel jelölte az áriaformába öntött részleteket rövidebb és ütemesebb verssorokkal, de szövege irodalmilag egységes és magas színvonalú. Kerülte a nagy feszültségű pillanatokat, a cselekmény legtragikusabb epizódját (a címszereplő halálát) is a színfalak mögé rejtette, így arról csak utólag értesül a közönség. Rinuccini alakjait halványan, nagy líraisággal rajzolta meg.
Peri a komponálás közben a többszólamúsággal szemben a monódikus (egyszólamú) stílusra helyezte a hangsúlyt. A recitativók igen szűk hangterjedelemben mozognak. Ez valószínűleg Vincenzo Galilei hatására történt így: az ő elmélete szerint ugyanis a modern éneklésben utánozni kell a rapszodoszok (ókori görög énekesek) kis hangterjedelmű énekeit. Peri a monódia több irányzatát is alkalmazta, ezenkívül énekkari canzonettákkal, madrigálszerű betétekkel, erőteljes egyszólamú kórusrészletekkel és dallamos szólóáriákkal tette változatossá művét. Közben az első hangjegytől az utolsóig ügyelt rá, hogy a megzenésítés pontosan kövesse a beszélt olasz nyelv természetes hangsúlyváltakozásait (prozódiáját). A partitúra nyomtatott kiadása (mint több más korabeli darab esetében) csak az énekhangok dallamvonalát és a basszusszólamot tünteti fel.

## Hangfelvételek
Euridiké/Tragédia/Prosperina – Gloria Banditelli, Orpheusz – Gian Paolo Fagotto, Aminta/Radamanto – Maria Cecchetti, Arcetro – Giuseppe Zambon, Kharón – Sergio Foresti, Dafné – Rossana Bertini, Vénusz – Monica Benvenuti, Plútó – Furio Zanasi, Tirsi – Paolo da Col. Közreműködik: Ensemble Arpeggio. Vezényel: Roberto da Caro. A felvétel ideje: 1992. Németország. A CD-kiadás: 1995. 2 CD ARTS 47276-2 Stereo DDD